# Pseudanchialina erythraea
Pseudanchialina erythraea är en kräftdjursart som beskrevs av Nouvel 1944. Pseudanchialina erythraea ingår i släktet Pseudanchialina och familjen Mysidae. Inga underarter finns listade i Catalogue of Life.